# Josef Gung’l

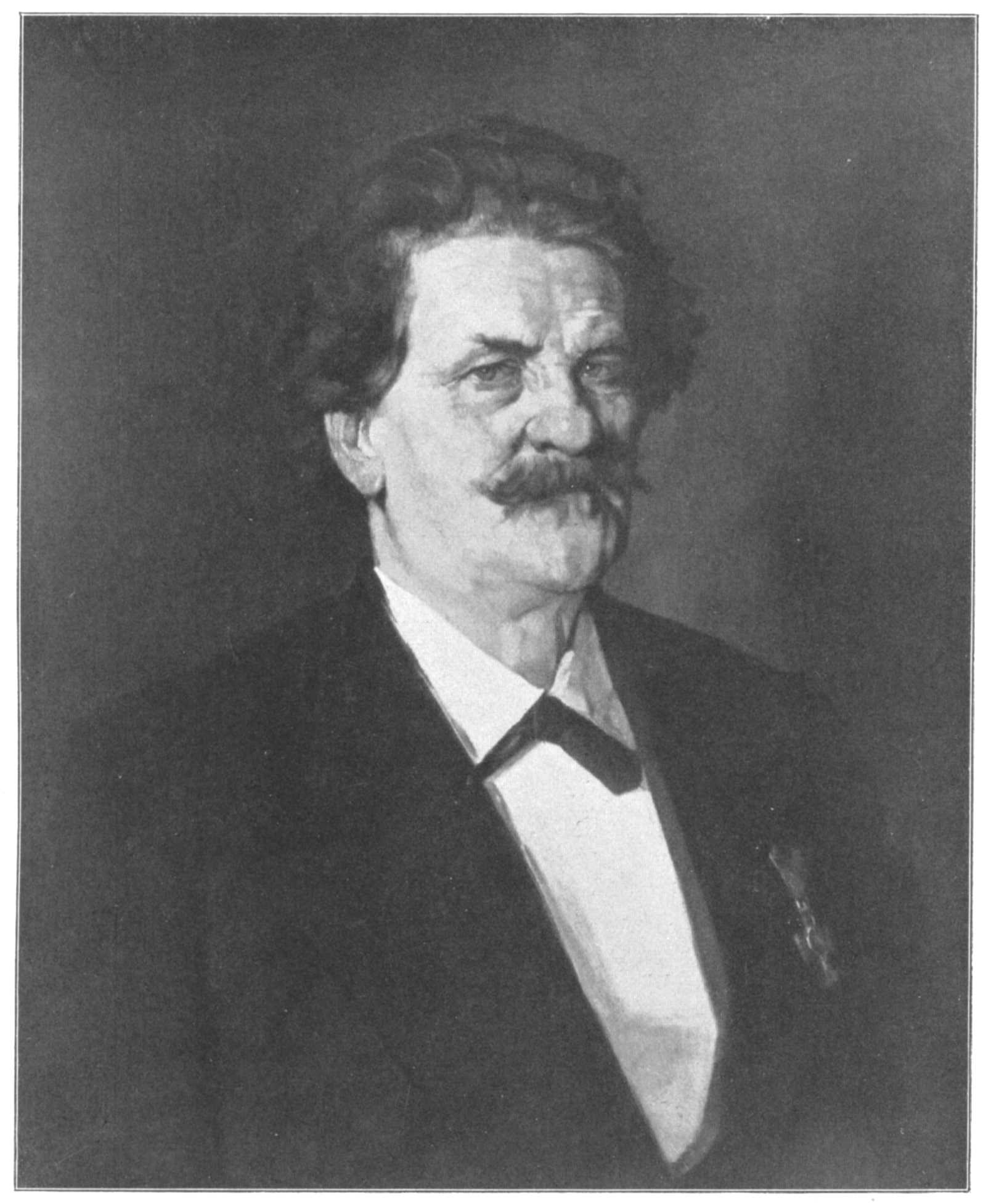
Porträt Gung’ls von Wilhelm Trübner (1877)

Josef Gung’l (Taufname: Josephus Kunkel, * 1. Dezember 1809 in Schambeck, Komitat Pest-Pilis-Solt; † 1. Februar 1889 in Weimar) war ein österreichischer Komponist und Militärkapellmeister.

## Leben
Josef Gung’l wurde laut dem Kirchenbuch am 1. Dezember 1809 in Schambeck (heute Zsámbék, Komitat Pest) als „Josephus, Sohn des Georgius Kunkel“ geboren. Schambeck war ein deutsches Kolonistendorf in der Nähe von Ofen (Budapest), besiedelt von Familien aus dem süddeutschen Raum.
Im Mai 1828 trat er in das 5. Artillerie-Regiment in Pest ein, wo er in die Offiziersschule aufgenommen wurde. 1835 verdingte er sich 26-jährig als Militärmusiker im 4. Artillerie-Regiment in Graz, wo sich sein musikalisches Talent entfaltete, insbesondere da er nun auch das Violinspiel virtuos beherrschte. Seit dieser Zeit schrieb er sich stets Gung’l, d. h. ohne e und mit Apostroph. Er wurde als Regimentskapellmeister sehr beliebt, denn er komponierte Märsche und Tänze, die allgemein gefielen und bei öffentlichen Konzerten und Ballveranstaltungen mit Beifall aufgenommen wurden. Er fügte als einer der ersten Militärkapellmeister bei seinen Veranstaltungen den Blasinstrumenten auch die Streichinstrumente hinzu; das hatte zur Folge, dass er den Ruf eines „Grätzer Lanner“ bekam.
Der Berliner Verlag Bote & Bock wurde auf den jungen Musiker aufmerksam und verlegte eines seiner erfolgreichen Frühwerke, den Ungarischen Marsch als opus 1.
Am 2. Februar 1843 heiratete er 34-jährig die 22-jährige Grazerin Cajetana Reichel; die beiden bekamen fünf Töchter. Am 26. April 1843 nahm er Abschied vom Regiment und bildete aus 16 jungen steiermärkischen Musikanten, Mitglieder der Schwarzenbacher Musikgesellschaft, eine eigene Kapelle. Bote & Bock hatte inzwischen schon über zwanzig seiner Werke im Druck in Berlin erscheinen lassen, darunter seinen originellen Eisenbahn-Dampf-Galopp, den Walzer Die Berliner mit einem Schluss-Galopp im Stile von Lanner, den populären Marsch Kriegers Lust und dann wohl eines seiner berühmtesten Werke, den Oberländler Klänge aus der Heimath.
Nach Erfolgen in Linz, Salzburg, München, Augsburg und Nürnberg traf er im Oktober 1843 in Berlin ein. Er gab dort am 16. Oktober in dem angesehenen Lokal „Sommer’s Salon“ sein erstes Konzert. Durch sein gut eingeübtes, umfangreiches Programm, das außer seinen Tanzkompositionen auch Werke von Johann Strauss (Sohn), Opern-Ouvertüren u. a. enthielt, gewann er bald die Sympathien der Berliner Bevölkerung. Gung’l bewährte sich durch seine Qualitäten als Dirigent, Orchester-Erzieher und Organisator. In kurzer Zeit beherrschte er das Konzertwesen der Stadt. In diesen Konzerten spielte er mit verstärktem Orchester auch Symphonien, so z. B. Louis Spohrs 3. Symphonie „Weihe der Töne“ am 15. Juli 1846 in Gegenwart von Giacomo Meyerbeer.
Im März 1846 trat er seine erste größere Kunstreise nach Pest an. Es war wohl das einzige Mal, dass er in seiner Heimat mit seinem Orchester auftrat. Seinen ersten großen Konzertzyklus in Hamburg veranstaltete er im Oktober 1847, wo er auch mit seinem Orchester an der Aufführung des Oratoriums Elias am 9. Oktober in der Hamburger Tonhalle teilnahm.
Am 15. Oktober 1848 verließ Gung’l mit 28 Musikern auf dem Dampfschiff Washington Bremen mit dem Ziel New York. Auf der Überfahrt komponierte er seinen Meister-Walzer Träume auf den Ocean. Anfangs verlief die Tournee sehr erfolgreich. Höhepunkt war die offizielle Teilnahme an den Einsetzungsfeierlichkeiten des neuen Präsidenten Zachary Taylor im März 1849 in Washington, D.C. Teile seiner Kapelle fielen aber dem Goldrausch anheim und verschwanden über Nacht. So musste er im Mai 1849 die Heimreise antreten.
Er nahm wieder seine alte Konzerttätigkeit in Berlin auf und wurde mit der Verleihung des Titels „kgl. preuß. Musikdirektor“ am 4. Januar 1850 geehrt. Im gleichen Jahr wurde ihm die Leitung der Sommerkonzerte in der Vauxhall in Pawlowsk bei St. Petersburg angeboten. Dieses Engagement hatte er sechs Jahre inne.
Wegen Konzertübersättigung in Berlin ließ er sich Ende 1855 in Wien nieder. Dort konnte er sich nicht auf Dauer behaupten. Von 1856 bis 1864 war er Kapellmeister des Inf. Rgt. Nr. 23 „Airoldi“ in Brünn. 1863 bekam Gung’l eine Einladung der in München 1843 nach seinem damaligen Gastspiel gegründeten „Musikgesellschaft a la Gung’l“, zu deren zwanzigjährigem Jubiläum mehrere „Produktionen“ in verschiedenen Ballsälen und Lokalen zu leiten, was so erfolgreich war, dass man für Ende 1864 eine dauernde Zusammenarbeit vereinbarte. 
Gung’l quittierte seinen Militärdienst und zog Ende 1864 mit seiner Familie nach München, wo er wieder großen Erfolg hatte. 
Die endgültigen Vertragsverhandlungen mit der „Musikgesellschaft a la Gung’l“ scheiterten aber an seinen hohen finanziellen Forderungen. 
Nachdem er ein eigenes Orchester zusammengestellt und eingeübt hatte, begann Anfang 1865 seine Konzerttätigkeit in München. Unter den zahlreichen zivilen und militärischen Blaskapellen nahm sein Orchester bald eine Sonderstellung ein, da er als vorzüglicher Geiger verstärkt Streicher aufnahm und die Qualität der Aufführungen erheblich steigerte. Auch das Repertoire wurde durch Aufnahme beliebter klassischer Kompositionen und eigener Werke attraktiver gestaltet.
Konzertreisen führten ihn 1865 nach Amsterdam und 1866 nach Leipzig. Am 30. August 1866 verstarb seine 44-jährige Frau Cajetana, eine Reise nach Paris musste er deshalb absagen.
Erst 1868 konnte er wieder ein längeres Engagement annehmen. Von Juli bis Oktober gab er in Genf Promenaden- und Symphoniekonzerte mit seinem Orchester. Ebenfalls im Jahr 1868 gründete er in Bad Reichenhall die „Bad Reichenhaller Philharmonie“, die auch heute noch besteht. Gung’l war 1868 und 1869 der erste Chefdirigent dieses Orchesters. 
Nach einem erfolgreichen Sommerengagement in Stockholm im Jahre 1871 war eine Wiederholung geplant. Gung’l erreichte 1872 mit seiner Kapelle aber nur Kopenhagen und Malmö; der Vertrag in Stockholm kam doch nicht zustande. Aus den finanziellen Schwierigkeiten heraus musste er im August 1872 sein Orchester in Norddeutschland auflösen. Auch seinen Wohnsitz in München musste er aufgeben. Er zog mit seinen Kindern wieder nach Berlin, wo er ein Engagement im „Concert-Haus“ fand. Im Sommer 1873 konzertierte er als Gastdirigent in Warschau und im Herbst 1873 dirigierte er in London im Rahmen der Promenadenkonzerte seine Tanzmusikwerke. Für die Herbstveranstaltungen 1874, 1875 und 1880 in London wurde er erneut engagiert. Sein letzter Triumph war die Leitung der vier berühmten Opernbälle in Paris im Januar/Februar 1881.
Die letzten Lebensjahre verbrachte er bei seiner Tochter Virginie, einer erfolgreichen Opernsängerin, und begleitete sie in ihre Engagementstädte – zuletzt nach Weimar. Dorrt starb er am 1. Februar 1889 und wurde in einem Familiengrab beigesetzt. Die Grabstätte wurde 1956 durch die DDR-Behörden eingeebnet.

## Werke
Gung’l komponierte über vierhundert Walzer, Polkas, Mazurken und Märsche. Seine populärsten Werke sind der Konzertwalzer Träume auf dem Ozean und der Ungarische Marsch, der auch von Liszt für Klavier transkribiert wurde. Einen Überblick gibt die 2014 erschienene Einspielung der Nürnberger Symphoniker unter Christian Simonis.
Auch von seinem Neffen Johann Gungl (* 5. März 1828 in Zsámbék; † 27. November 1883 in Pécs), der von 1848 bis 1862 Violinist der Hofkapelle von Sankt Petersburg war, sind über einhundert Tänze überliefert.